# Linea 12 (metropolitana di Madrid)

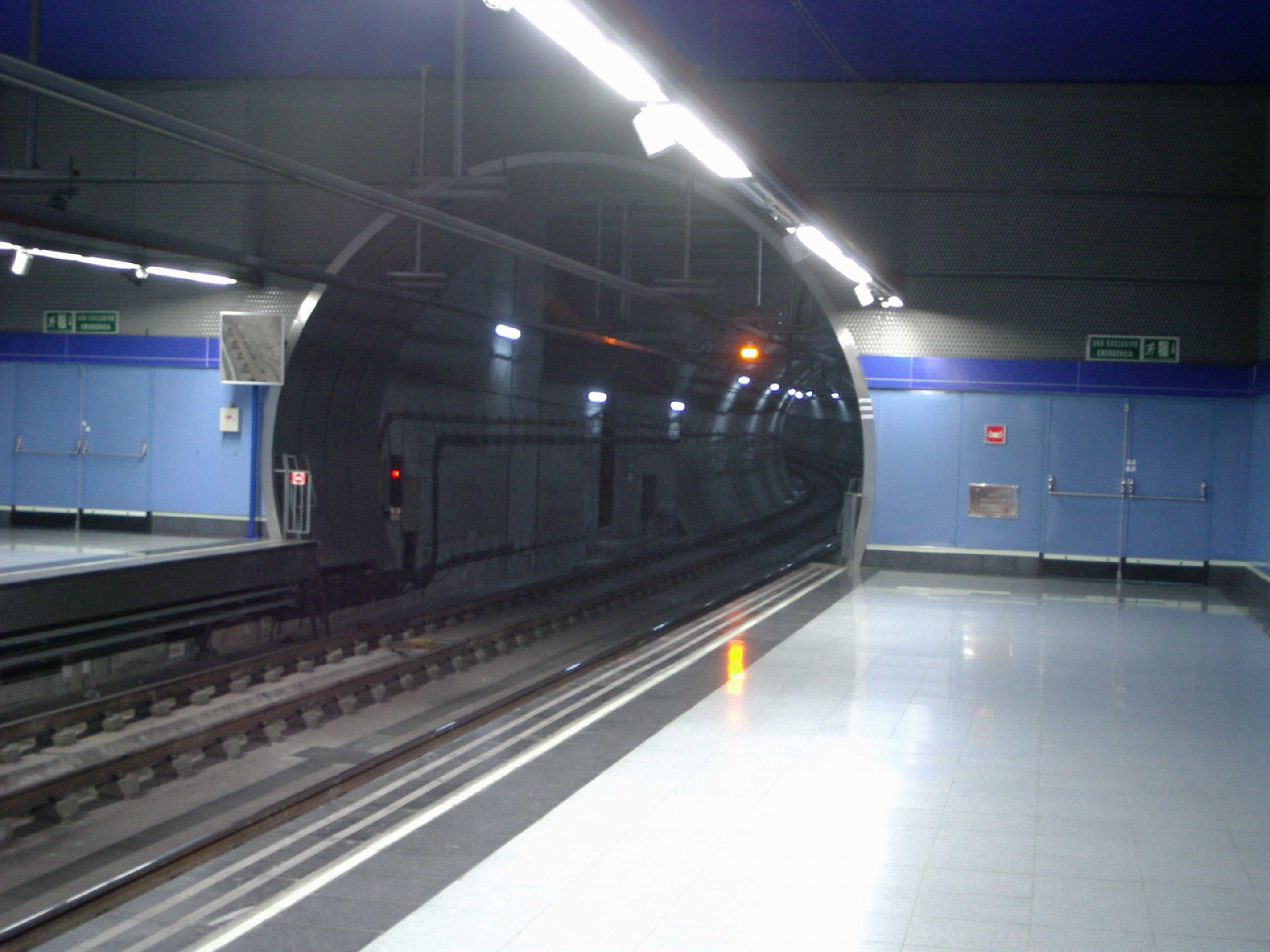
Fermata Colonia Jardìn

La linea 12 della metropolitana di Madrid è una linea circolare inaugurata il 11 aprile 2003 che collega i grandi comuni del sud e sudovest dell'area metropolitana di Madrid (Alcorcón, Fuenlabrada, Getafe, Leganés e Móstoles) e che si collega al resto della rete con la linea 10 e alcune linee del Cercanías Renfe.
È la linea principale del MetroSur, insieme a due stazioni della linea 10 e alla stazione La Fortuna della linea 11 ed è contraddistinta con il colore senape.

## Storia

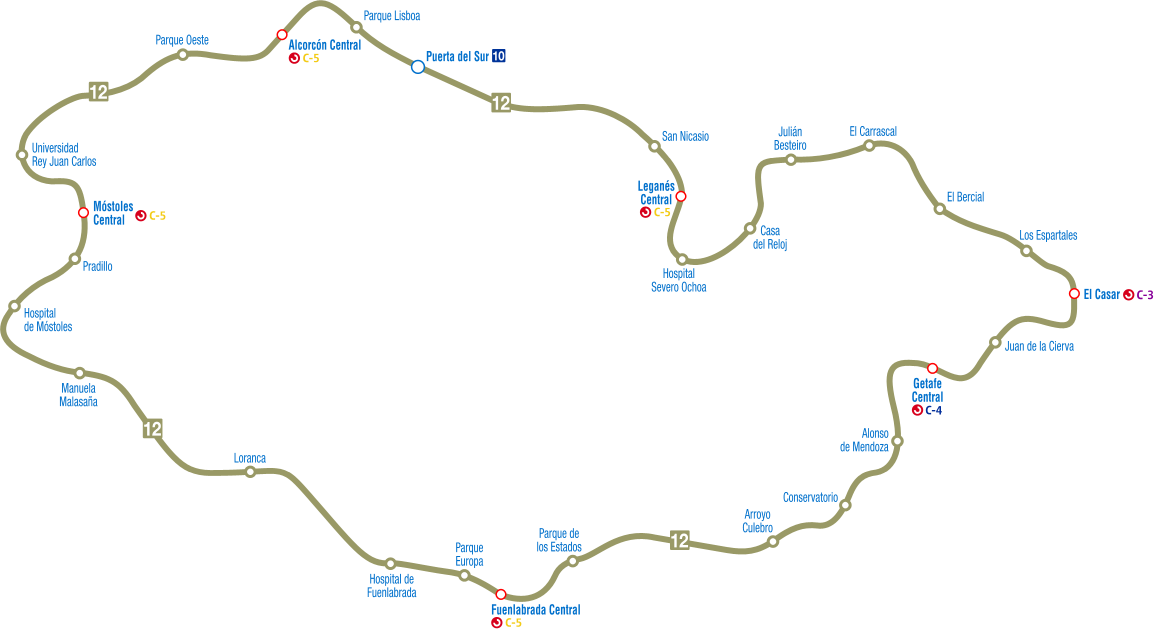
Percorso della Linea 12

### L'inaugurazione
La linea fu inaugurata il 11 aprile 2003 insieme alle stazioni tra Colonia Jardín e Puerta del Sur sulla linea 10. La costruzione della linea ha comportato l'inizio di una rete di trasporto non concentrico intorno a Madrid. Per la prima volta i cinque comuni più importanti del sud della Comunità di Madrid sono stati raggiunti tramite ferrovia senza la necessità di passare attraverso Madrid.

### Gli anni 2010: i lavori di miglioramento della linea
A seguito di lavori parti della linea rimasero chiuse nel 2014 e il 2015. La ragione di questi lavori è stata la sostituzione delle rotaie e della massicciata. I miglioramenti, che hanno avuto un costo di 12,5 milioni di euro, hanno permesso ai treni di circolare a più di 70 chilometri all'ora rispetto ai 30 chilometri con cui circolavano prima dei lavori.
La linea ha subito altri lavori nel corso del 2018 che ha portato la chiusura della linea tra le stazioni di Móstoles Central e Juan de la Cierva.

## Descrizione
Si compone di 28 stazioni con banchine di 115 metri e una lunghezza pari a 40,96 km, che la rende la più lunga della rete. Il servizio della rete viene realizzato utilizzando 3 treni composti tra sei carrozze in quanto non c'è molta richiesta. Nelle ore di punta del mattino (dalle 07.00 alle 10.00) il servizio viene garantito con una frequenza di 5-6 minuti. La linea unisce i comuni di Alcorcón, Fuenlabrada, Getafe, Leganés e Móstoles tra loro, così come tali comuni con la capitale grazie al collegamento con la linea 10.
Presso la stazione di Puerta del Sur si interscambia con linea 10. Presso le stazioni di Móstoles Central, Fuenlabrada Central, Alcorcón Central, Leganés Central, Getafe Central, e El Casar si intescarmbia con varie linee della Cercanías. Inoltre si interscambia con differenti linee urbane e interurbane in varie stazioni.
È l'unica linea della metropolitana il cui tracciato è interamente all'esterno della città, nelle zone tariffarie B1 e B2, con l'eccezione della stazione di Puerta del Sur che è l'unico punto di interconnessione con la zona tariffaria A (centro cittadino) e anche l'unico interscambio con il resto della rete metropolitana.
Essendo circolare, non è possibile fare riferimento a un capolinea per individuare la direzione verso cui il treno è diretto. Pertanto, quando si prende la linea bisogna recarsi al binario 1 o al binario 2 a seconda del senso di circolazione orario o antiorario. Lo stesso vale per la linea 6, anch'essa circolare.
È tra le linee più accessibili a persone con difficoltà motorie, insieme con le linee della metropolitana leggera, le linee 3, 8, 11 e il Ramal.

## Progetti futuri
Nel comune di Leganés è prevista la costruzione di una nuova stazione che si collocherebbe tra le stazioni di San Nicasio e di Puerta del Sur a circa un 1 km dal centro città.
Nel comune di Fuenlabrada sono previste due stazioni: una nel quartiere El Vivero che verrebbe costruita tra le stazioni Hospital de Fuenlabrada e Loranca; e un'altra nel quartiere La Pollina che verrebbe costruita tra le stazioni Arroyo Culebro e Parque de los Estados.